# Your Mother Should Know
Your Mother Should Know is een liedje van The Beatles. Het staat op zowel de (Britse) ep als de (Amerikaanse) lp Magical Mystery Tour en het is gebruikt in de gelijknamige film. In de film komt het nummer tegen het eind als muziek bij een galabal met een groot aantal deelnemers. Het bal begint als The Beatles een hoge trap afdalen in witte smokings. John Lennon, George Harrison en Ringo Starr dragen een rode bloem op hun borst en Paul McCartney een zwarte. Dat verschil droeg bij aan de ‘Paul Is Dead’-mythe. Later in de scène marcheren een groep meisjes in het uniform van cadet bij de Royal Air Force en een groep padvinders door het beeld.

## Achtergrond
Het nummer staat op naam van Lennon-McCartney, maar het is geschreven door Paul McCartney. Hij kwam op het idee van het liedje toen hij in zijn Londense huis wat zat te improviseren op zijn harmonium voor een tante en een oom die op bezoek waren, en kreeg toen ook al het idee voor de ballroomscène.

## De opname
Voor de opname van het lied waren drie sessies nodig: 22 augustus, 16 september en 29 september 1967. Op 16 september werd het nummer helemaal opnieuw opgenomen, maar die opnamen werden uiteindelijk niet gebruikt. Eén versie van de opnamen van die dag staat op het verzamelalbum Anthology 2. Bij de opnamen van 29 september ging men uit van de opnamen van 22 augustus. Daar werd nog het een en ander aan toegevoegd. Voor de eindmontage waren nog drie sessies nodig.
De opnamen van 22 augustus werden gemaakt in de Chappell Recording Studios, omdat de Abbey Road Studios die nacht niet beschikbaar waren. In die nacht bracht Brian Epstein, de manager van The Beatles, zijn laatste bezoek aan een opnamesessie van de groep. Op 27 augustus 1967 overleed hij. De opnamen van 16 en 29 september werden in de Abbey Road Studios gemaakt.
De bezetting was als volgt:
- Paul McCartney, zang, piano, basgitaar.
- John Lennon, achtergrondzang, hammondorgel.
- George Harrison, achtergrondzang, gitaar.
- Ringo Starr, drums, tamboerijn.

## Coverversies
- The Hollyridge Strings, een studio-orkest dat zich specialiseerde in easy-listeningversies van bekende popnummers, speelde een versie van Your Mother Should Know op hun lp The Beatles Songbook, Vol. 5.
- De altsaxofonist en fluitist Bud Shank bracht in 1968 een lp Magical Mystery uit met op de voorkant zes nummers van de Beatles-lp Magical Mystery Tour, waaronder Your Mother Should Know.